# بلدية برشلونة
بالنسبة لمبنى بلدية برشلونة، يُرجى مراجعة "بيت المدينة (برشلونة)".
بلدية برشلونة (بالكتالانية: Ajuntament de Barcelona) هي واحدة من أربع إدارات عامة تمتلك مسؤولية سياسية في مدينة برشلونة، إلى جانب الإدارة العامة للدولة الإسبانية، وحكومة كتالونيا، ومقاطعة برشلونة. تعود أصولها التاريخية إلى مجلس المئة.
منذ عام 1979، يتم اختيار المسؤولين السياسيين فيها عن طريق الاقتراع العام من قبل المواطنين الذين يملكون حق التصويت في برشلونة، وذلك في انتخابات تُجرى كل أربع سنوات. حاليًا، يشغل منصب العمدة خاومي كولبوني، وهو يقود فريق حكومة أقلية من الحزب الاشتراكي الكتالوني-العمالي (PSC-PSOE)، وقد تم انتخابه بدعم أصوات حزبه، و"برشلونة إن كومون" (Barcelona en Comú)، والحزب الشعبي (Partido Popular).
| بلدية برشلونة                           | بلدية برشلونة | بلدية برشلونة |
| --------------------------------------- | --- | --- |
| بلدية برشلونة                           | | |
| واجهة كلاسيسية جديدة لبيت مدينة برشلونة | | |
| الموقع                                  | | |
| البلد                                   | اسبانيا | اسبانيا |
| الاتجاه                                 | ميدان سان خايمي , 108002 | ميدان سان خايمي , 108002 |
| الاحداثيات                              | 41°22′57″N 2°10′38″E | 41°22′57″N 2°10′38″E |
| معلومات عامة                            | | |
| الاختصاص القضائي                        | برشلونة | برشلونة |
| النوع                                   | بلدية | بلدية |
| Sede                                    | Casa de la Ciudad de Barcelona | Casa de la Ciudad de Barcelona |
| التنظيم                                 | | |
| العمدة                                  | جاومي كولبوني (الحزب الاشتراكي الكتالوني - PSC) | جاومي كولبوني (الحزب الاشتراكي الكتالوني - PSC) |
| التشكيل                                 | الحكومة 2023-2027 (10 مقاعد)10 مقاعد: الحزب الاشتراكي الكتالوني (PSC-CP) المعارضة (31 مقعدًا) 11 مقعد: ترياسxBCN 9 مقاعد: بوس كومو (BComú-C) 5 مقاعد: جمهوريون كاتالونيا (ERC) 4 مقاعد: الحزب الشعبي (PP) 2 مقاعد: فوكس (Vox) التبعية: إدارة الإطفاء في برشلونة الميزانية: 3,595 مليون يورو (عام 2023) | الحكومة 2023-2027 (10 مقاعد)10 مقاعد: الحزب الاشتراكي الكتالوني (PSC-CP) المعارضة (31 مقعدًا) 11 مقعد: ترياسxBCN 9 مقاعد: بوس كومو (BComú-C) 5 مقاعد: جمهوريون كاتالونيا (ERC) 4 مقاعد: الحزب الشعبي (PP) 2 مقاعد: فوكس (Vox) التبعية: إدارة الإطفاء في برشلونة الميزانية: 3,595 مليون يورو (عام 2023) |
| Dependencias                            | Bomberos de Barcelona | Bomberos de Barcelona |
| Presupuesto                             | 3 595 millones de € (2023) | 3 595 millones de € (2023) |
| www.ajuntament.barcelona.cat            | | |
| [editar datos en Wikidata]              | | |

## التاريخ
أنظر أيضًا: مجلس المئة وتاريخ برشلونة.
البلدية في برشلونة هي مؤسسة ترجع أصولها إلى عام 1249، خلال حكم الملك خايمي الأول، حيث تم تعيين مجلس من أربعة رجال بارزين يُعرفون باسم "بايرس" (رجال سلام)، وكانوا يعملون بمساعدة جمعية مكوّنة من ثمانية مستشارين، لضمان حسن إدارة شؤون إقليم برشلونة. كانت هذه المناصب تتجدد سنويًا. في عام 1284، تم تقنين مجموعة الأعراف السارية في برشلونة ومحيطها من خلال الامتياز المعروف باسم «Recognoverunt proceres»، واعتمد مجلس المئة (Consejo de Ciento) كمؤسسة حاكمة للمدينة. تطورت هذه المؤسسة على مر القرون، حتى نهاية حرب الخلافة الإسبانية، عندما ألغى الملك فيليب الخامس نظام حكم مجلس المئة عبر مرسوم نويفا بلانتا عام 1716، وأسس بلدية على النمط القشتالي ذي الطابع المطلق.
أثناء دكتاتورية فرانكو، كان وزير الداخلية هو من يعيّن عمدة برشلونة. وكان العمدة بدوره يعيّن نوابه ورؤساء مجالس الأحياء، مما جعل كل المناصب القيادية في البلدية تُمنح بالتعيين المباشر. أما الأعضاء (الكونسيخاليس)، فكان يتم انتخابهم من خلال انتخابات محدودة وفق نظام "الأثلاث": ثلث يُمثّل العائلات أو أرباب الأسر وثلث يُمثّل النقابات وثلث يُمثّل الكيانات أو الهيئات، لكن دور المجلس البلدي كان شكلياً فقط.

## ميثاق برشلونة البلدي
تتمتع برشلونة بنظام قانوني خاص أُقرّ من قبل برلمان كاتالونيا بموجب القانون 22/1998، المؤرخ في 30 ديسمبر، بشأن ميثاق برشلونة البلدي. يمنح هذا التشريع الذاتي للمدينة نظامًا خاصًا في ما يتعلق بتنظيم الحكومة البلدية، الأحياء، المشاركة وحقوق السكان، السلطة التنظيمية البلدية، والاختصاصات البلدية في مجالات التخطيط العمراني، السكن، البنى التحتية، النقل الحضري، التنقل، الاتصالات، الصحة العامة والاستهلاك، الخدمات الاجتماعية، الأمن المدني، إلخ.
ويُعدّ الميثاق البلدي الحالي لبرشلونة استمرارًا للميثاق الذي تم إقراره بموجب مرسوم في عام 1960، في سياق التشريعات المحلية الخاصة بديكتاتورية فرانكو.

## الاختصاصات
يُعدّ مجلس المدينة الهيئة التي تمتلك أكبر عدد من الصلاحيات والموظفين العموميين في المدينة، حيث ينظم الحياة اليومية للمواطنين، ومسائل مهمة مثل التخطيط العمراني، وسائل النقل، جباية الضرائب البلدية، إدارة السلامة المرورية من خلال الحرس الحضري، صيانة الطرق العامة (التزفيت، التنظيف...) والحدائق... كما أنه مسؤول عن بناء تجهيزات البلدية مثل دور الحضانة، والمراكز الرياضية، والمكتبات، ودور رعاية كبار السن، ومساكن الحماية العامة...
تُهيكل سلطة مجلس المدينة على مستويين، إذ قام المجلس بتقسيم المدينة إداريًا إلى عشرة أحياء. يوجد مستوى عام من الصلاحيات البلدية، يُدار مباشرة من قِبل عمدة برشلونة وفريقه الحكومي، ويهتم بالقضايا العامة والأكثر أهمية في المدينة، والتي تُطبق على كامل المدينة.
من جهة أخرى، يوجد مستوى آخر من الصلاحيات، مُفوّض إلى الأحياء. وهكذا، فإن كل حي يمتلك مركزه السياسي والإداري الخاص، ويعمل ككيان سياسي بصلاحياته الخاصة، تساعد على لامركزية السياسة في المدينة وتجعل المواطنين يشعرون بأن الإدارة أقرب إليهم. كل حي، كأنه مجلس مدينة صغير إقليمي، لديه قاعة جلسات خاصة به حيث تُناقش القضايا السياسية، وفريقه الحكومي الخاص، برئاسة مستشار (عضو مجلس بلدي) وعدد يتراوح بين 19 و21 مستشارًا بلديًا، يتناسب مع نتائج الانتخابات. يتشكل حكم الحي بناءً على عدد الأصوات التي يحصل عليها كل حزب، في كل حي، في الانتخابات البلدية في برشلونة. وهكذا، يمكن أن يحدث أن تُدار المدينة من قبل حزب معين، بينما يُدار حي أو أكثر من قِبل تشكيل سياسي آخر.

## العمداء
بلغ عدد عمداء بلدية برشلونة 119 منذ تأسيسها عام 1835. أول من تم تعيينه عمدةً للمدينة كان "خوسيه ماريانو دي كابانيس"، وشغل المنصب لمدة ستة أشهر من نوفمبر 1835 حتى أبريل 1836. في عام 1934، خلال الجمهورية الثانية، تم تنصيب "كارلس بي إي سونيير" كأول عمدة يُنتخب عن طريق الاقتراع العام، في أول انتخابات بلدية سُمح فيها للنساء بالتصويت. خلال نظام فرانكو، أصبح "خوسيه ماريا دي بورثيوليس" العمدة الذي شغل المنصب لأطول فترة، وهي 16 سنة بين عامي 1957 و1973.
أول عمدة في الفترة الديمقراطية الجديدة التي بدأت بانتخابات 1979 كان "نرسيس سيرا". ومن بين من برزوا أيضاً "باسكوال ماراغاي"، الذي شغل المنصب لأطول مدة في الفترة الديمقراطية من 1982 حتى 1997، وأُقيمت الألعاب الأولمبية خلال ولايته. أما "آدا كولاو"، فكانت بين 2015 و2023 أول امرأة تشغل منصب العمدة في تاريخ برشلونة.
العمدة الحالي هو "جومي كولبوني" من الحزب الاشتراكي الكتالوني، وتم انتخابه عقب الانتخابات البلدية عام 2023.
انظر أيضًا: قائمة عمداء برشلونة
| Periodo        | Nombre                                             | Partido                           |
| -------------- | -------------------------------------------------- | --------------------------------- |
| 1979-1983      | نارسيس سيرا (1979-1982) باسكال ماراغاي (1982-1997) | حزب الاشتراكيين في كتالونيا (PSC) |
| 1983-1987      | باسكال ماراغاي (1983-1987)                         | حزب الاشتراكيين في كتالونيا (PSC) |
| 1987-1991      | باسكال ماراغاي                                     | حزب الاشتراكيين في كتالونيا (PSC) |
| 1991-1995      | باسكال ماراغاي                                     | حزب الاشتراكيين في كتالونيا (PSC) |
| 1995-1999      | باسكال ماراغاي (1995-1997) خوان كلوس(1997-1999)    | حزب الاشتراكيين في كتالونيا (PSC) |
| 1999-2003      | خوان كلوس                                          | حزب الاشتراكيين في كتالونيا (PSC) |
| 2003-2007      | خوان كلوس (2003-2006) جوردي هيريئو (2006-2007)     | حزب الاشتراكيين في كتالونيا (PSC) |
| 2007-2011      | جوردي هيريئو                                       | حزب الاشتراكيين في كتالونيا (PSC) |
| 2011-2015      | خابيير ترياس                                       | تحالف التقارب والاتحاد (CiU)      |
| 2015-2019      | آدا كولاو                                          | برشلونة في كومو                   |
| 2019-2023      | آدا كولاو                                          | برشلونة في كومو                   |
| 2023- حتى الآن | خاومي كولبوني                                      | حزب الاشتراكيين في كتالونيا (PSC) |

## اتفاقات التنصيب أو الائتلافات الحكومية
| Mandato   | Partidos implicados  | Concejales |
| --------- | -------------------- | ---------- |
| 1979-1983 | PSC-PSUC-CiU-ERC/FNC | 34/43      |
| 1983-1987 | PSC-PSUC             | 24/43      |
| 1987-1991 | PSC-ICV              | 23/43      |
| 1991-1995 | PSC-ICV              | 23/43      |
| 1995-1999 | PSC-ICV-ERC          | 21/41      |
| 1999-2003 | PSC-ICV-ERC          | 25/41      |
| 2003-2007 | PSC-ICV-ERC          | 25/41      |
| 2007-2011 | PSC- ICV             | 18/41      |
| 2011-2015 | CiU-PP               | 21/41      |
| 2015-2019 | BComú-PSC            | 15/41      |
| 2019-2023 | BComú-PSC            | 18/41      |
| 2023-2027 | PSC-BComú-PP         | 23/41      |

## المجلس البلدي
المجلس البلدي هو الهيئة العليا للتمثيل السياسي للمواطنين في حكومة مدينة برشلونة. يتكون من 41 مستشارًا، يتم انتخابهم بالاقتراع العام كل أربع سنوات. يرأس المجلس البلدي العمدة، ويعمل من خلال جلسات عامة ولجان.

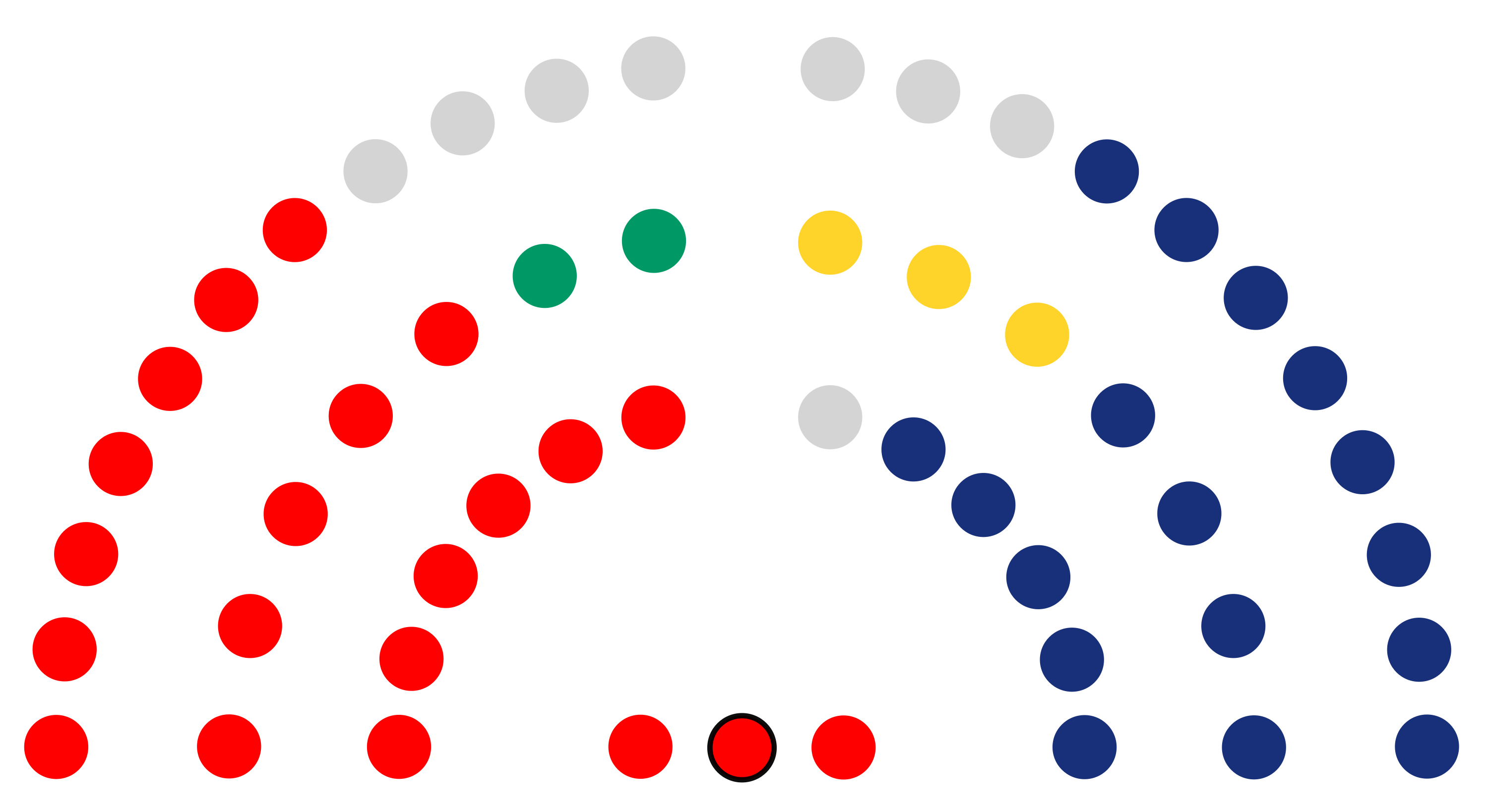
1987-1991

| الحزب السياسي           | الحزب السياسي | 2023         | 2019         | 2015         | 2011         | 2007         | 2003         | 1999         | 1995         | 1991         | 1987         | 1983         | 1979         |
| الحزب السياسي           | الحزب السياسي | أعضاء المجلس | أعضاء المجلس | أعضاء المجلس | أعضاء المجلس | أعضاء المجلس | أعضاء المجلس | أعضاء المجلس | أعضاء المجلس | أعضاء المجلس | أعضاء المجلس | أعضاء المجلس | أعضاء المجلس |
|                         | معًا من أجل كاتالونيا (JxC) - التوافق والاتحاد (CiU)                                                                               | 11           | 5            | 10           | 14           | 12           | 9            | 10           | 13           | 16           | 17           | 13           | 8            |
|                         | حزب الاشتراكيين في كاتالونيا (PSC)                                                                                                | 10           | 8            | 4            | 11           | 14           | 15           | 20           | 16           | 20           | 21           | 21           | 16           |
|                         | تحالف إين كومو بوديم (ECP) - برشلونة إن كومو (BeC) - مبادرة من أجل كاتالونيا الخضر (ICV) - الحزب الشيوعي الموحد لكاتالونيا (PSUC) | 9            | 10           | 11           | 5            | 4            | 5            | 2            | 3            | 3            | 2            | 3            | 9            |
|                         | اليسار الجمهوري لكتالونيا (ERC)                                                                                                   | 5            | 10           | 5            | 2            | 4            | 5            | 3            | 2            | 0            | 0            | 0            | 2            |
|                         | حزب الشعب الكتالوني (PP) | 4            | 2            | 3            | 9            | 7            | 7            | 6            | 7            | 4            | 3            | 6            | 0            |
|                         | فوكس | 2            | 0            | 0            | —            | —            | —            | —            | —            | —            | —            | —            | —            |
|                         | (CUP)ترشيح الوحدة الشعبية | 0            | 0            | 3            | 0            | —            | —            | —            | —            | —            | —            | —            | —            |
|                         | (CS)المواطنون | 0            | 6nota        | 5            | 0            | 0            | —            | —            | —            | —            | —            | —            | —            |
|                         | المركز الديمقراطي الاجتماعي – اتحاد الوسط (UCD)الديمقراطي                                                                         | —            | —            | —            | —            | 0            | 0            | 0            | 0            | 0            | 0            | 0            | 8            |
| إجمالي عدد أعضاء المجلس | إجمالي عدد أعضاء المجلس | 41           | 41           | 41           | 41           | 41           | 41           | 41           | 41           | 41           | 41           | 41           | 41           |

## النتائج الانتخابية التاريخية

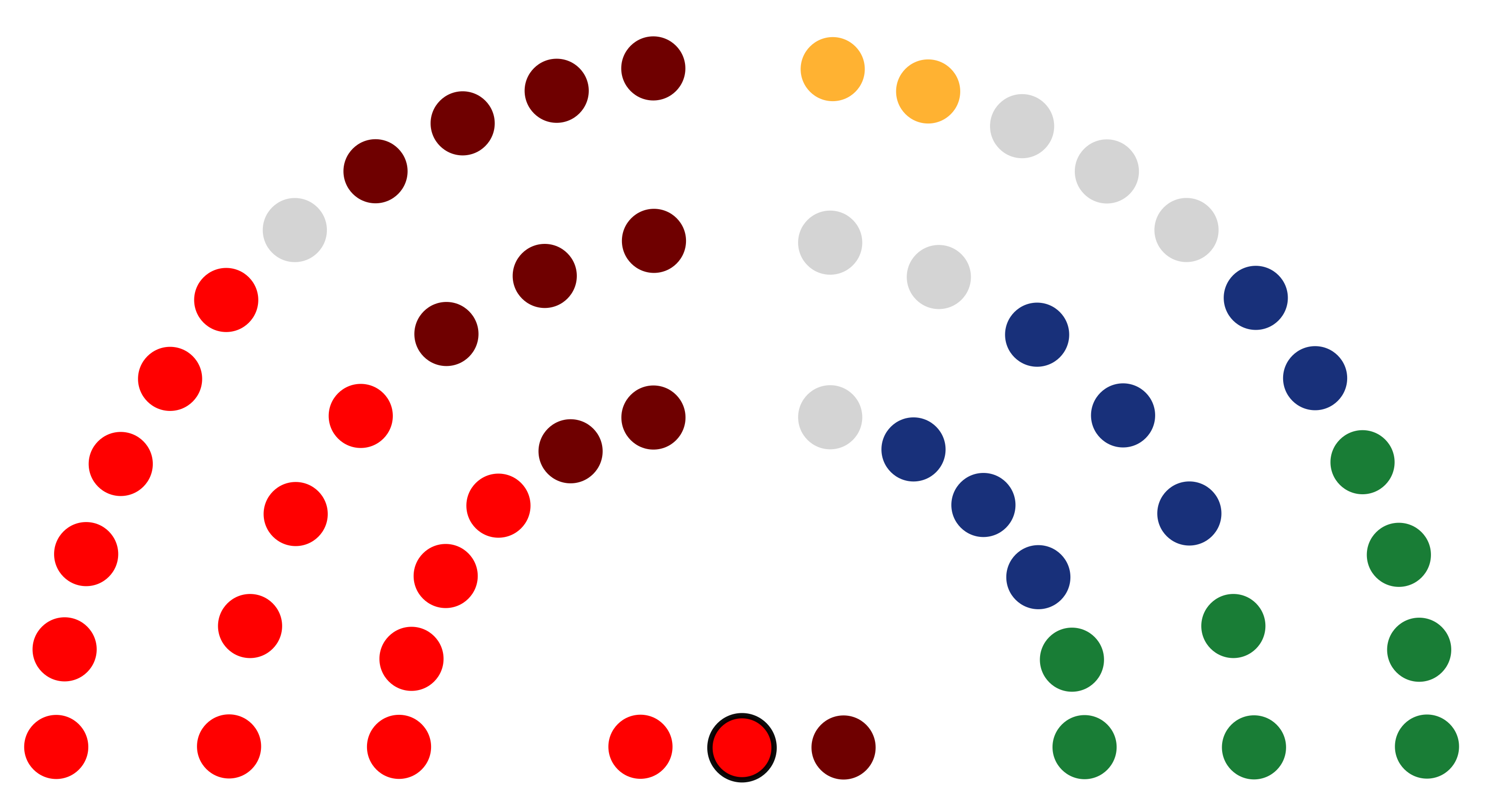
1979-1983

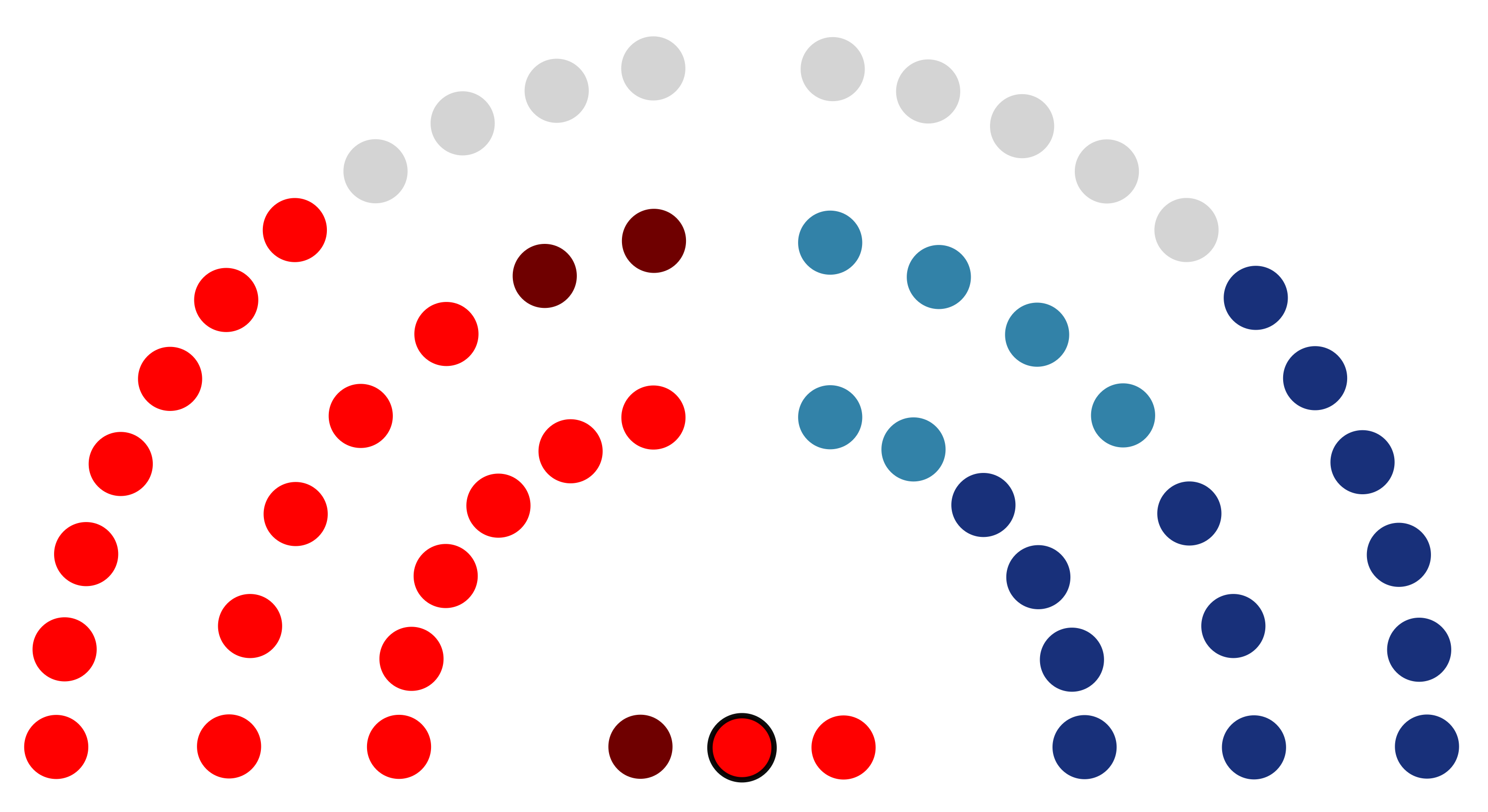
1983-1987

الفئة الرئيسية: الانتخابات البلدية في برشلونة

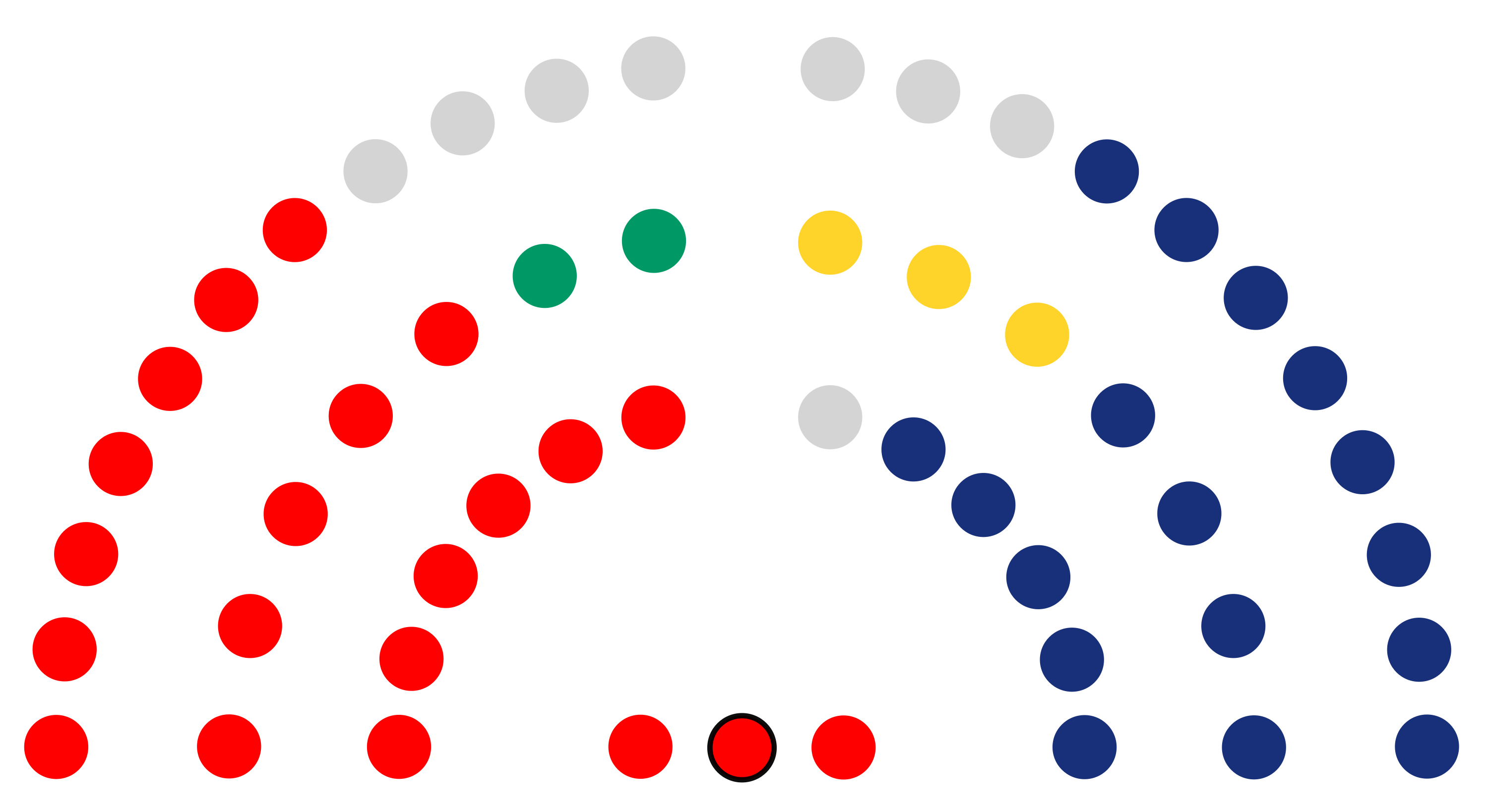
1987-1991

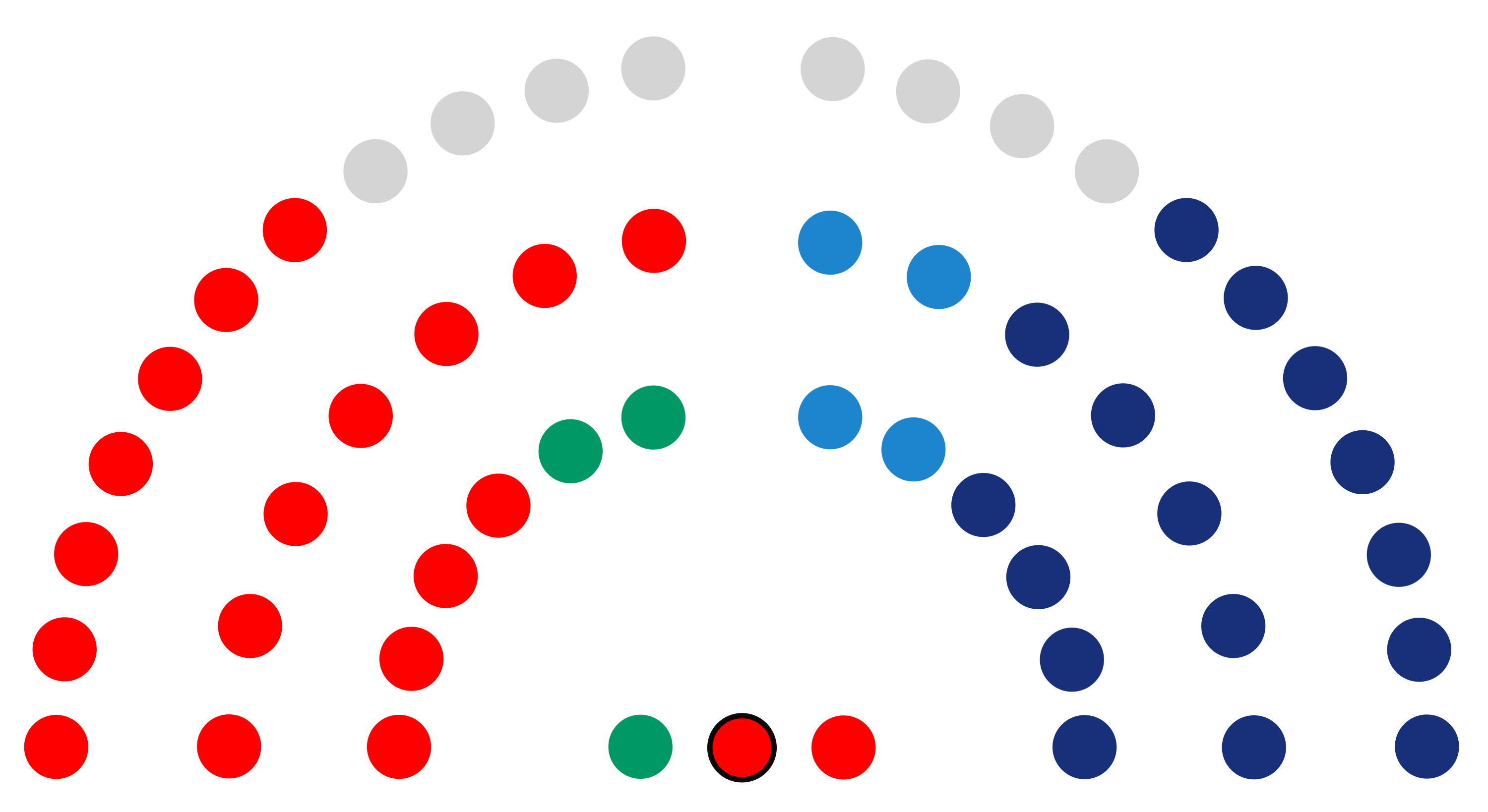
1991-1995

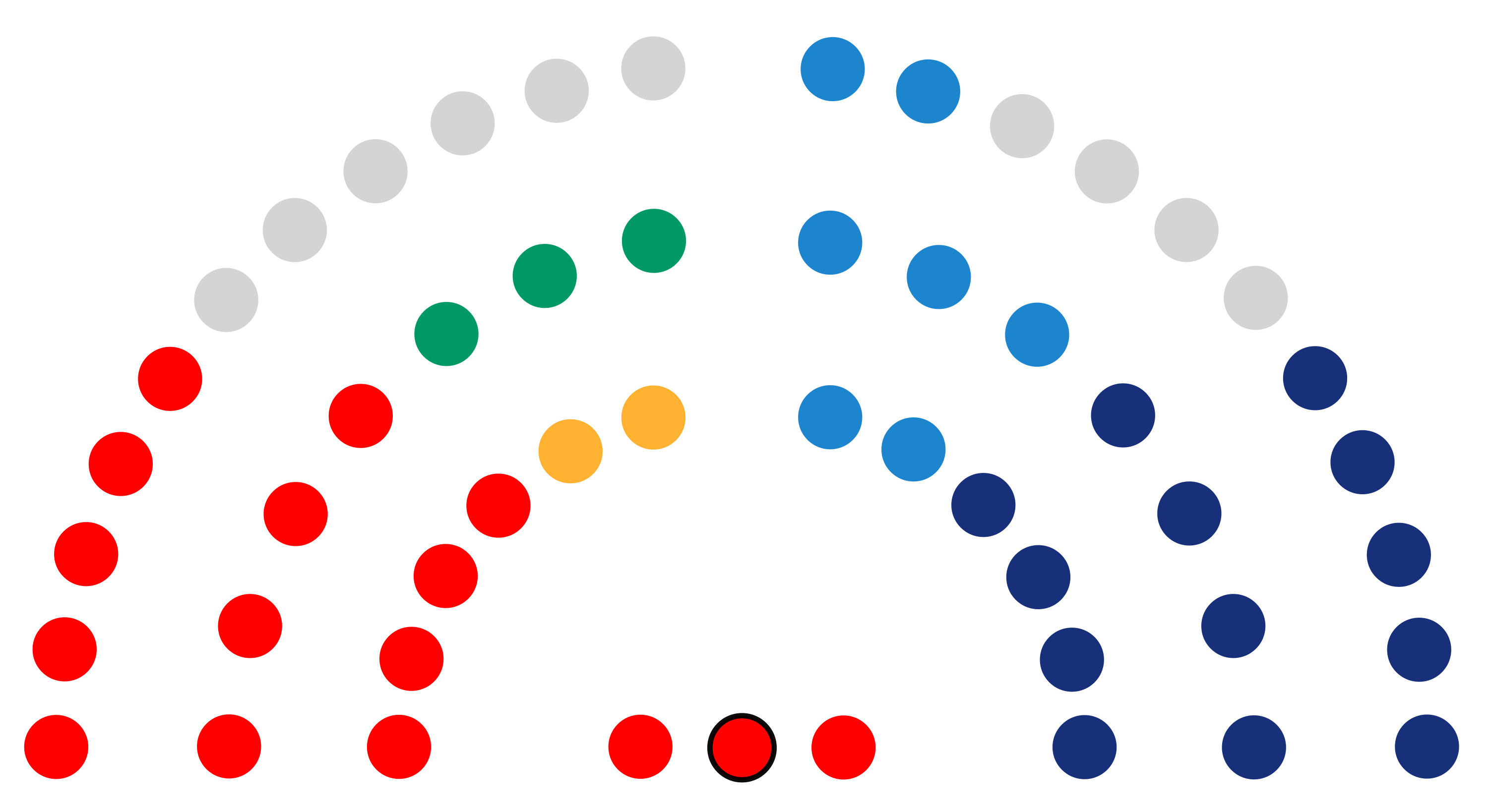
1995-1999

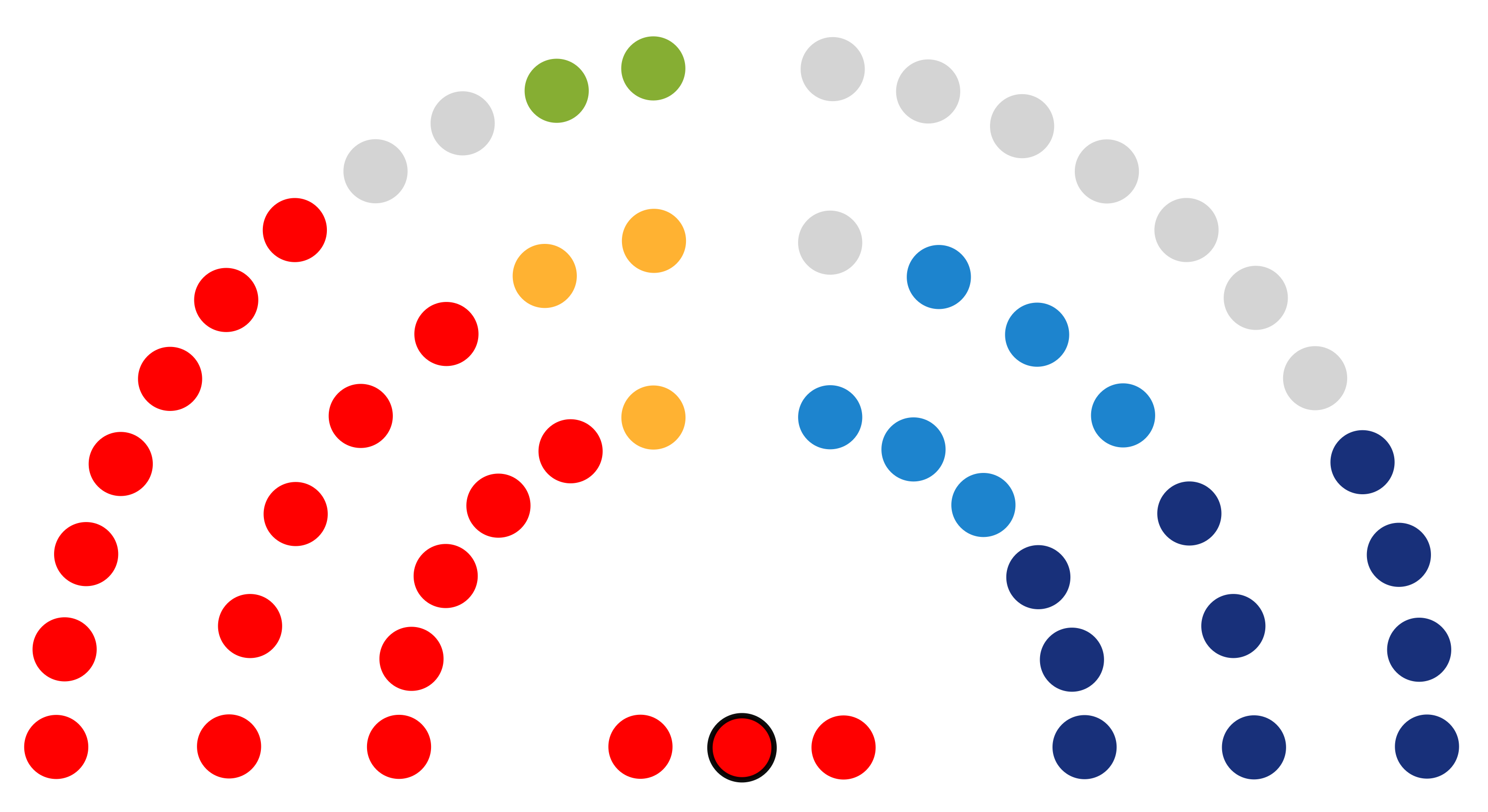
1999-2003

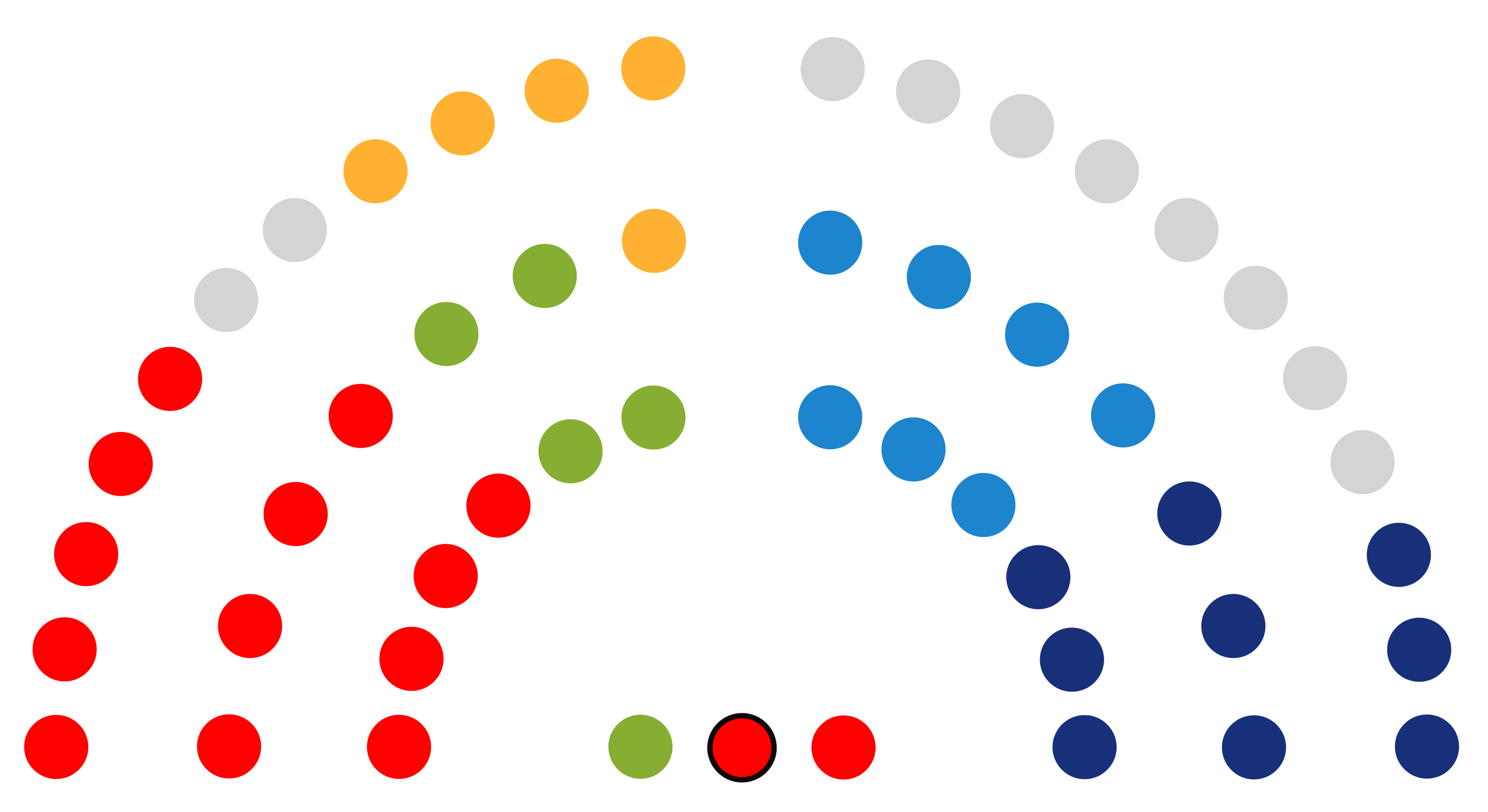
2003-2007

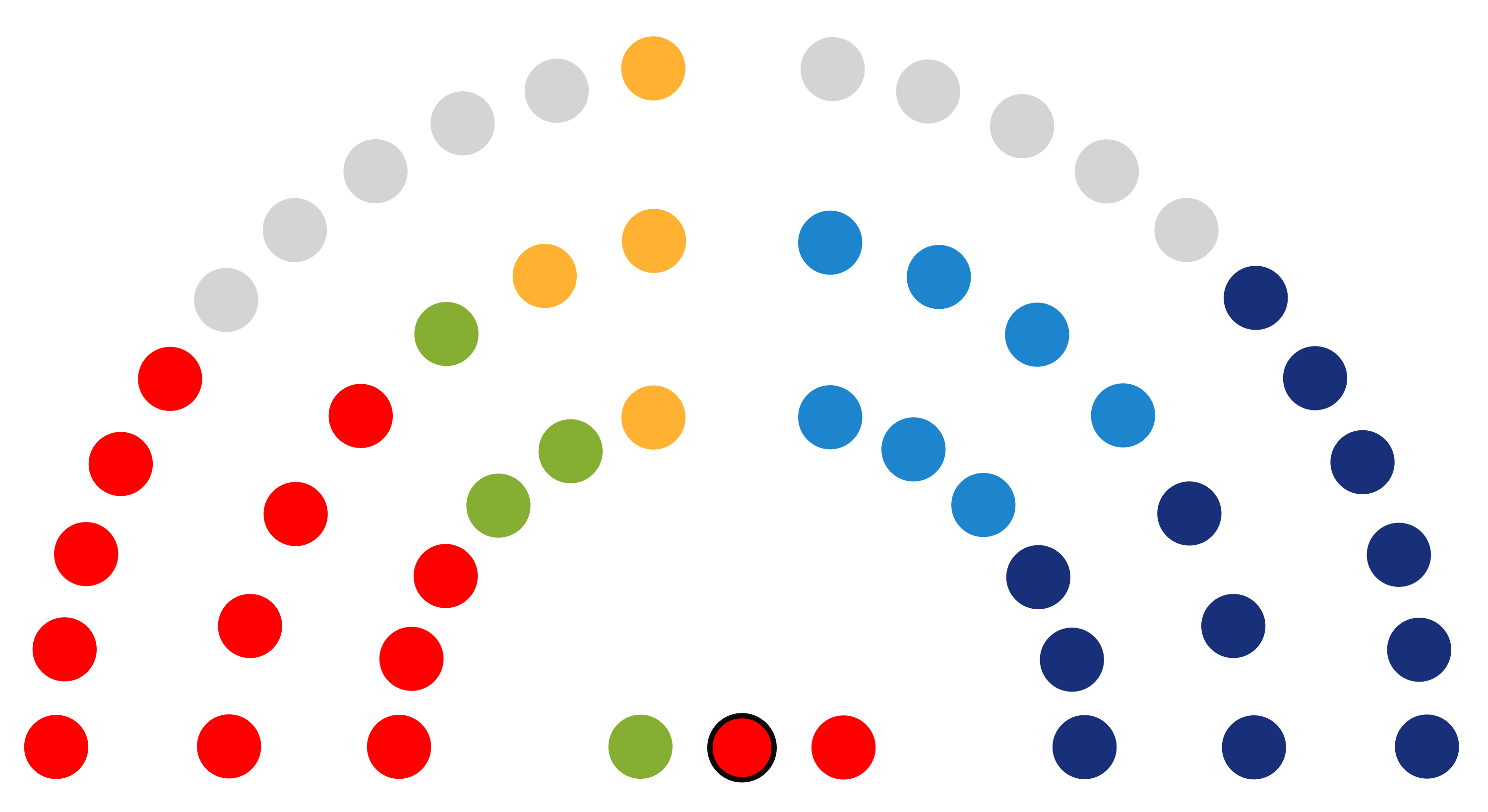
2007-2011

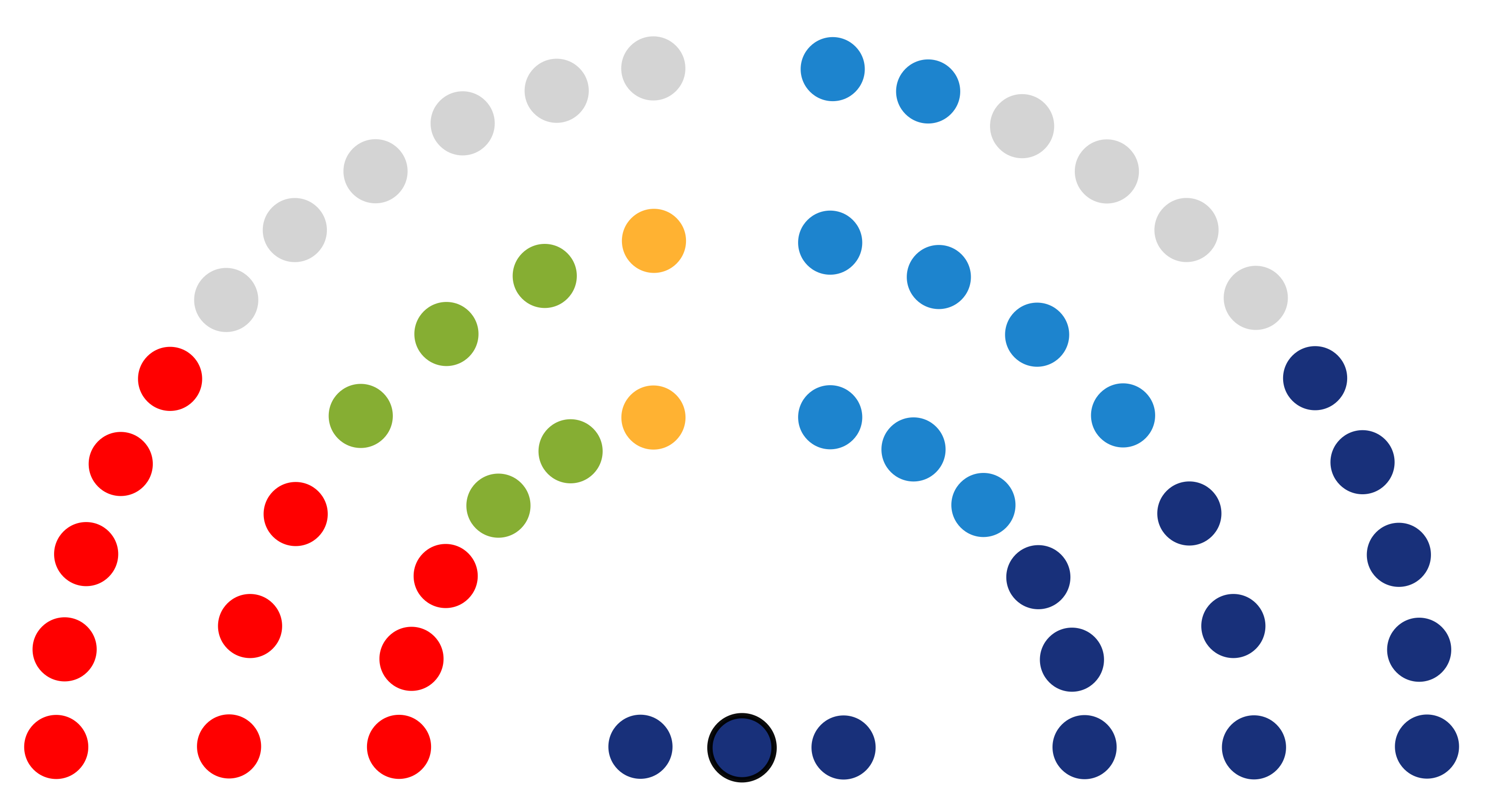
2011-2015

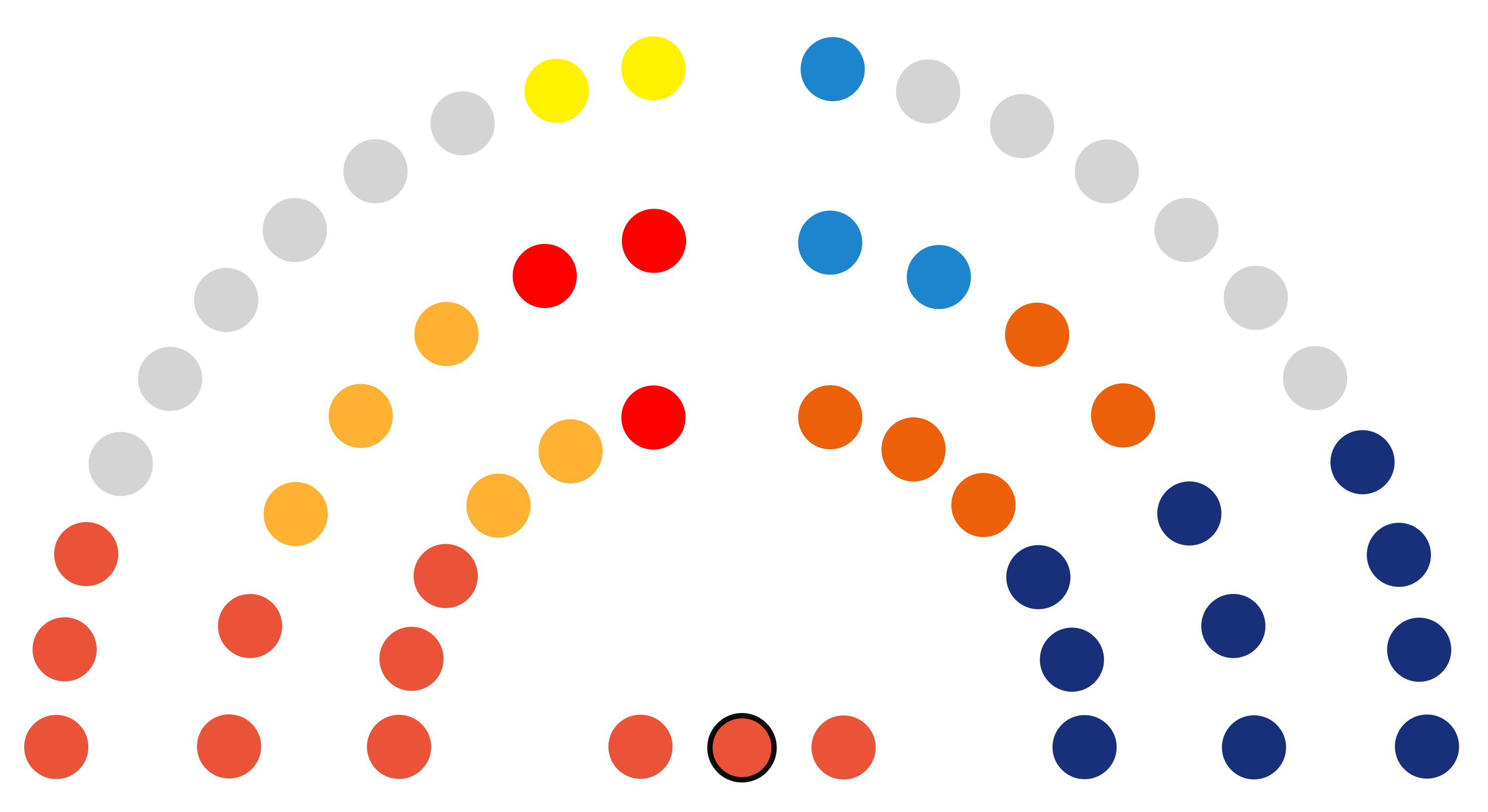
2015-2019

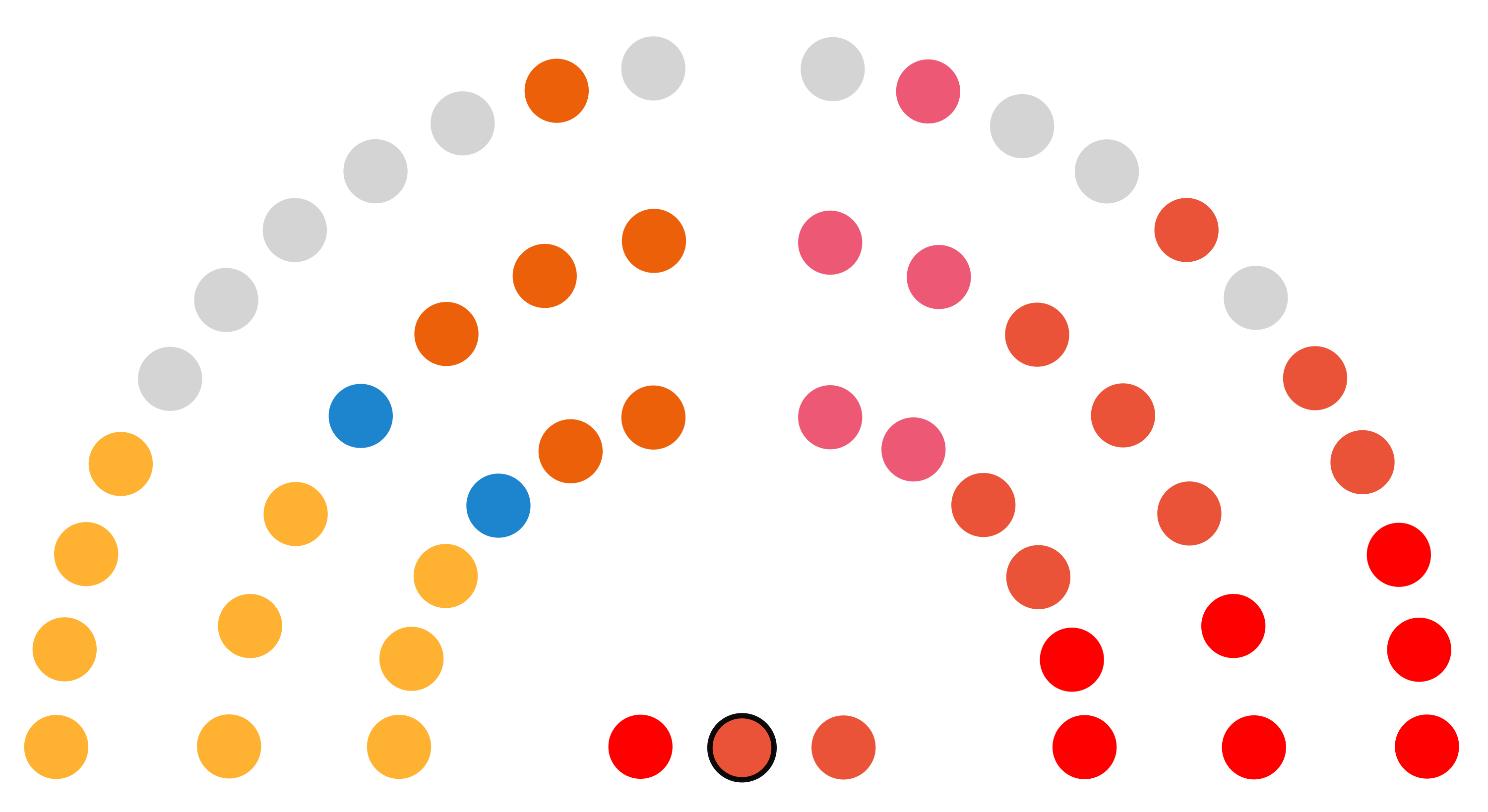
2019-2023

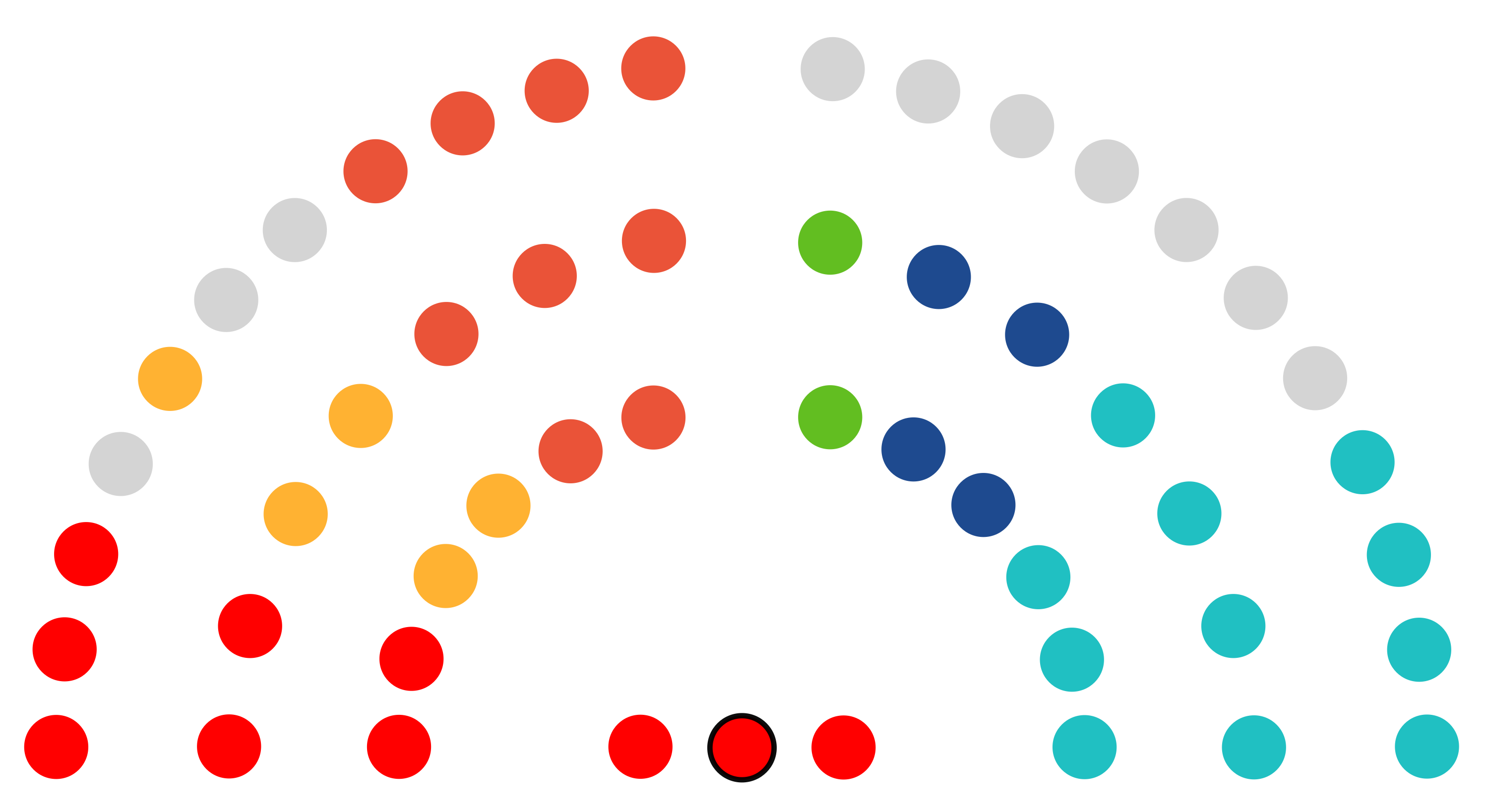
2023- حاليا

| انتخابات               |
| ---------------------- |
| انتخابات 3 أبريل 1979  |
| انتخابات 8 مايو 1983   |
| انتخابات 10 يونيو 1987 |
| انتخابات 26 مايو 1991  |
| انتخابات 28 مايو 1995  |
| انتخابات 13 يونيو 1999 |
| انتخابات 25 مايو 2003  |
| انتخابات 27 مايو 2007  |
| انتخابات 22 مايو 2011  |
| انتخابات 24 مايو 2015  |
| انتخابات 26 مايو 2019  |
| انتخابات 28 مايو 2023  |

| الحزب السياسي                                                              | 2023  | 2023    | 2023    | 2019  | 2019    | 2019    | 2015  | 2015    | 2015    | 2011  | 2011    | 2011    | 2007  | 2007    | 2007    | 2003  | 2003    | 2003       | 1999  | 1999    | 1999       | 1995  | 1995    | 1995       | 1991  | 1991    | 1991       | 1987  | 1987    | 1987       | 1983  | 1983    | 1983       | 1979  | 1979    | 1979       |
| الحزب السياسي                                                              | %     | أصوات   | مجلسيون | %     | أصوات   | مجلسيون | %     | أصوات   | مجلسيون | %     | أصوات   | مجلسيون | %     | أصوات   | مجلسيون | %     | Votos   | Concejales | %     | Votos   | Concejales | %     | Votos   | Concejales | %     | Votos   | Concejales | %     | Votos   | Concejales | %     | Votos   | Concejales | %     | Votos   | Concejales |
| معاً من أجل كتالونيا (JxC) - التكتل (والتوحيد CiU)                          | 22,42 | 149 235 | 11      | 10,47 | 78 957  | 5       | 22,75 | 159 393 | 10      | 30,63 | 174 122 | 14      | 26,69 | 155 101 | 12      | 21,41 | 162 010 | 9          | 21,69 | 150 518 | 10         | 30,56 | 276 276 | 13         | 34,35 | 260 344 | 16         | 35,46 | 325 463 | 17         | 27,55 | 247 212 | 13         | 18,23 | 144 701 | 8          |
| حزب الاشتراكيين الكتالوني                                                  | 19,79 | 131 735 | 10      | 18,40 | 138 748 | 8       | 9,63  | 67 489  | 4       | 23,61 | 134 193 | 11      | 31,26 | 182 216 | 14      | 33,60 | 254 223 | 15         | 45,19 | 313 623 | 20         | 38,39 | 347 083 | 16         | 43,31 | 328 282 | 20         | 43,61 | 400 280 | 21         | 45,94 | 412 292 | 21         | 33,89 | 269 006 | 16         |
| معاً نستطيع – مبادرة من أجل كتالونيا الخضر – الحزب الشيوعي الموحد لكتالونيا | 19,77 | 131 594 | 9       | 20,71 | 156 157 | 10      | 25,21 | 176 612 | 11      | 11,08 | 62 979  | 5       | 9,80  | 56 953  | 4       | 12,07 | 91 286  | 5          | 6,34  | 43 999  | 2          | 7,61  | 68 813  | 3          | 6,47  | 49 034  | 3          | 5,16  | 47 406  | 2          | 6,96  | 62 430  | 3          | 19,05 | 151 245 | 9          |
| اليسار الجمهوري لكتالونيا                                                  | 11,22 | 74 720  | 5       | 21,35 | 160 990 | 10      | 11,01 | 77 120  | 5       | 5,96  | 33 900  | 2       | 9,24  | 53 707  | 4       | 12,80 | 96 868  | 5          | 6,52  | 45 278  | 3          | 5,12  | 46 272  | 2          | 2,59  | 19 629  | 0          | 2,31  | 21 236  | 0          | 3,87  | 34 772  | 0          | 5,31  | 42 167  | 2          |
| الحزب الشعبي الكتالوني                                                     | 9,21  | 61 355  | 4       | 5,01  | 37 745  | 2       | 8,71  | 61 004  | 3       | 18,38 | 104 475 | 9       | 16,36 | 95 083  | 7       | 16,12 | 121 991 | 7          | 14,87 | 103 177 | 6          | 16,62 | 150 284 | 7          | 9,87  | 74 804  | 4          | 7,56  | 69 419  | 3          | 12,96 | 116 308 | 6          | 2,96  | 23 469  | 0          |
| فوكس                                                                       | 5,70  | 37 937  | 2       | 1,16  | 8723    | 0       | 0,22  | 1520    | 0       | —     | —       | —       | —     | —       | —       | —     | —       | —          | —     | —       | —          | —     | —       | —          | —     | —       | —          | —     | —       | —          | —     | —       | —          | —     | —       | —          |
| ترشيح الوحدة الشعبية                                                       | 3,80  | 25 341  | 0       | 3,89  | 29 335  | 0       | 7,42  | 51 945  | 3       | 2,08  | 11 833  | 0       | —     | —       | —       | —     | —       | —          | —     | —       | —          | —     | —       | —          | —     | —       | —          | —     | —       | —          | —     | —       | —          | —     | —       | —          |
| مواطنون                                                                    | 1,10  | 7366    | 0       | 13,20 | 99 494  | 6       | 11,03 | 77 272  | 5       | 2,07  | 11 742  | 0       | 3,88  | 23 625  | 0       | —     | —       | —          | —     | —       | —          | —     | —       | —          | —     | —       | —          | —     | —       | —          | —     | —       | —          | —     | —       | —          |
| المركز الديمقراطي والاجتماعي - اتحاد الوسط الديمقراطي                      | —     | —       | —       | —     | —       | —       | —     | —       | —       | —     | —       | —       | 0,04  | 270     | 0       | 0,07  | 539     | 0          | 0,11  | 798     | 0          | 0,14  | 1256    | 0          | 0,85  | 6454    | 0          | 3,38  | 31 028  | 0          | 0,94  | 8463    | 0          | 16,67 | 132 296 | 8          |

## الحكومة البلدية 2023-2027
تشكّل لجنة حكومة بلدية برشلونة الهيئة الجماعية للحكومة التنفيذية البلدية. أعلى سلطة هي عمدة برشلونة، ويليه ستة نواب للعمدة، وأعضاء المجلس الذين يديرون مجالات مختلفة من الحياة العامة.
تتكون حكومة البلدية للفترة التشريعية 2023-2027 من:
| الاسم                 | الحزب | الحزب | المنصب |
| --------------------- | ----- | ----- | --- |
| خاومي كولبوني         |       | PSC   | عمدة برشلونة |
| لايا بونيت رول        |       | PSC   | نائبة العمدة الأولى مجال التخطيط العمراني والبنية التحتية والعمل المناخي والتنقل والخدمات الحضرية والابتكار الحضري وأجندة 2030 وخطة الأحياء                              |
| ماريا إوجينيا غاي     |       | PSC   | نائبة العمدة الثانية مجال الرئاسة والعلاقات الدولية والمشاركة والابتكار الديمقراطي والصحة ودورات الحياة والأشخاص ذوو الإعاقة والاستراتيجية ضد الوحدة والتعليم وكبار السن |
| البرت باتلس باستارداس |       | Units | نائبة العمدة الثالثة مجال الوقاية والأمن والتعايش والنظام الداخلي |
| خوردي فالس إ ريرا     |       | PSC   | نائبة العمدة الرابعة مجال الإسكان والاقتصاد والموازنات والمالية والسياسة الضريبية والسياحة والتحول الرقمي والتراث والعلوم والمعرفة                                       |
| ألبرت باتلي باستارداس |       | PSC   | نائبة العمدة الخامسة مجال العمل الاجتماعي، والتنمية الاقتصادية، والتجارة، والمطاعم والأسواق، والأعمال والعمل، والمساواة والنسوية، والذاكرة الديمقراطية                   |
| لوييس رابيل           |       | PSC   | مستشار خطة الأحياء، والمشاركة والابتكار الديمقراطي، والذاكرة الديمقراطية                                                                                                 |
| دافيد إسكودي          |       | PSC   | مستشار الرياضة |
| مارتا بيّانويفا        |       | PSC   | مستشار الصحة والأشخاص ذوي الهمم واستراتيجية مكافحة الوحدة |
| خافيير مارسي          |       | PSC   | مستشار الثقافة والصناعات الإبداعية |
| بيدرو أغيليرا         |       | PSC   | مفوض المشاركة المواطنة |
| خوان رامون ريرا       |       | PSC   | مفوض الإسكان |
| سارة بلبيدة           |       | PSC   | مفوَّضة العلاقات المدنية والتنوع الثقافي والديني |
| سونيا فويرتس          |       | PSC   | مفوّضة العمل الاجتماعي |
| خافيير رودريغيز       |       | PSC   | مفوض سياسات الطفولة والمراهقة والشباب والمثليين |
| إيفان بير             |       | Units | مفوض ميثاق حي المدينة القديمة |
| مونتسيرات سوروكا      |       | Units | مفوضة التعايش |
| مار خيمينيث           |       | PSC   | مفوضة الشؤون الأوروبية |
| كارمن ثاباتا          |       | PSC   | مفوّضة شؤون الليل |
| نادية كيفيدو          |       | PSC   | مفوّضة تعزيز الاقتصاد |

## أحياء وأقسام المدينة
المقال الرئيسي: أقسام بلدية برشلونة
منذ عام 1984، تنقسم برشلونة إداريًا إلى 10 مناطق بلدية. تم التقسيم بناءً على معايير ديموغرافية مع احترام للمناطق الحضرية التاريخية في المدينة. تساعد هذه المناطق على لامركزية السياسة في المدينة. كل منطقة تتمتع بالاستقلالية وقدرة على اتخاذ القرار والإدارة الاقتصادية.
كل منطقة تُدار من قبل مجلس بلدي للمنطقة (بالكاتالانية: Consell Municipal de Districte)، يتكون من 15 مستشارًا. عدد المستشارين يتحدد حسب نسبة الأصوات التي يحصل عليها كل حزب في تلك المنطقة في انتخابات بلدية برشلونة. لذلك، قد يحدث أن تحكم أحزاب مختلفة المناطق، حتى لو كانت حكومة المدينة تحت حزب واحد. الجهة التنفيذية في كل منطقة هي لجنة الحكومة، ويرأسها مدير المنطقة.
| 1  | مدينة قديمة(ثيوداد بييخا) |  | ألبرت باتيلي       | PSC |
| 2  | انساتش                    |  | خوردي فالس إي ريرا | PSC |
| 3  | سان مونتخويتش             |  | راكيل خيل          | PSC |
| 4  | ليس كورتس                 |  | ديفيد إسكودي       | PSC |
| 5  | سارياء سان خيرباسيو       |  | ماريا يوجينيا جاي  | PSC |
| 6  | غارسييا                   |  | لايا بونيت         | PSC |
| 7  | اورتا جيناردو             |  | لويس رابيل         | PSC |
| 8  | نو باريس                  |  | خافيير مارسي       | PSC |
| 9  | سان اندريز                |  | مارثا فييانويفا    | PSC |
| 10 | سان مارتين                |  | دافيد إسكودي       | PSC |

## الهيئات البلدية
يتم تنفيذ جزء كبير من الإدارة البلدية عبر هيئات تتمتع بالشخصية الاعتبارية الخاصة، تم إنشاؤها أو تشارك فيها البلدية.
الهيئات المستقلة:
- المعهد البلدي لذوي الإعاقة
- المعهد البلدي للتعليم
- المعهد البلدي للمعلوماتية
- المعهد البلدي للخزانة
- المعهد البلدي للتخطيط الحضري
- المعهد البلدي للمناظر الحضرية وجودة الحياة
- المعهد البلدي لأسواق برشلونة

- معهد برشلونة للرياضة
- المعهد البلدي للخدمات الاجتماعية

الكيانات العامة الاقتصادية:
- معهد ثقافة برشلونة
- المعهد البلدي للحدائق والمتنزهات
- المعهد البلدي مؤسسة ميس فان دير روه
- الوصاية البلدية للإسكان

الشركات التجارية:
معلومات واتصالات برشلونة، ش.م.
برشلونة لإدارة التخطيط الحضري، ش.م.
  شركة تنفذ الأعمال العمرانية.
برشلونة للبنى التحتية البلدية، ش.م. (BIMSA)
  شركة تنفذ الأعمال العمرانية.
برشلونة أكتيفا، ش.م. هي وكالة التنمية المحلية لبلدية برشلونة. تأسست عام 1986، نشأت كمحضنة شركات بـ 16 مشروعاً تحت الحضانة. اليوم تدعم برشلونة اكتيفا رواد الأعمال، والابتكار، وتحسين المهارات المهنية، وخلق فرص العمل. تقدم خدمات في أربعة مجالات: إنشاء الشركات، نمو الشركات، رأس المال البشري، وتعزيز التوظيف.
برشلونة لخدمات البلدية، ش.م. (B\:SM)
 تدير عبر شركات تجارية مختلفة خدمات التنقل (مواقف السيارات، الونش البلدي، الدراجة العامة، إلخ) والمرافق البلدية مثل الحلبة الأولمبية في مونتجويك وقصر بالاو سانت جوردي، مسرح برشلونة الموسيقي، متنزه تِبيدابو، متنزه الفوروم، ومركبارنا، من بين آخرين.
التكتلات:
- وكالة الصحة العامة في برشلونة
- تكتل معهد الطفولة والعالم الحضري
- تكتل الحرم الجامعي المشترك لبسوس
- وكالة البيئة الحضرية في برشلونة
- الوكالة المحلية للطاقة في برشلونة
- تكتل بسوس
- تكتل مكتبات برشلونة

- تكتل سوق الزهور / مركز فنون الحركة
- تكتل إل فار
- التكتل المحلي لوكالريت

المؤسسات والجمعيات:
- مؤسسة ثقافة برشلونة
- مؤسسة الملاحة البحرية في برشلونة
- جمعية الشبكة الدولية للمدن التعليمية

## تطور الدين البلدي المستمر
مفهوم الدين المستمر يشمل فقط الديون مع الصناديق والبنوك المتعلقة بالائتمانات المالية، الأوراق ذات الدخل الثابت والقروض أو الائتمانات المنقولة إلى طرف ثالث، مع استثناء الدين التجاري. كان الدين البلدي المستمر لكل ساكن في عام 2014 يبلغ 610.15 يورو.

## روابط خارجية
- موقع ويكيميديا كومونز يحتوي على ملفات وسائط متعددة عن بلدية برشلونة.
- الموقع الرسمي
- الموقع الرسمي لمدينة برشلونة
- وثيقة البلدية لبرشلونة
- الجريدة الرقمية لبلدية برشلونة